# Hồ Łuknajno
Łuknajno [wukˈnajnɔ] (tiếng Đức: Lucknainer See) là một hồ thuộc địa bàn khu cực hồ Masurian, thuộc tỉnh Warmian-Masurian, phía đông bắc Ba Lan. Hồ Łuknajno cách thị trấn Mikołajki khoảng 5 kilômét về phía đông, gần góc tây bắc của hồ Śniardwy, hồ lớn nhất Ba Lan. Hồ Łuknajno có diện tích 6,8 kilômét vuông (680 ha), độ sâu tối đa là 3 mét (9,8 ft).
Hồ là nơi bảo tồn thiên nhiên. Từ năm 1977, hồ Łuknajno được UNESCO và công ước Ramsar chỉ định là Khu dự trữ sinh quyển, vì hồ là nơi sinh sản của các loài chim nước như chim lặn, gà nước, gallinula, diệc xám, sẻ ngô râu, đại bàng đuôi trắng, o cá, diều, chim cốc và nhạn đen. Hồ được biết là môi trường sống của thiên nga trắng (tiếng Latinh: Cygnus olor). Chúng làm tổ ở hồ, mỗi năm hàng chục cặp. Trong thời gian thay lông số lượng thiên nga trắng có thể lên đến 2 000 con. Vịt lặn mào đỏ (Netta rufina) cũng làm tổ với số lượng từ 10 cặp đến vái trăm cặp, khi bắt đầu đợt di cư mùa thu của loài này. Hồ Łuknajno là một phần của khu vực bảo vệ Công viên cảnh quan Masurian. Câu cá và chèo thuyền bị cấm trên hồ Łuknajno.